# 小行星69434
小行星69434（69434 de Gerlache）是一颗绕太阳运转的小行星，为主小行星带小行星。该小行星于1996年4月发现。
該小行星以比利時探險家阿德里安·德·熱爾拉什命名。

## 轨道参数
小行星69434的轨道半长轴为467 548 605 km，3.1253249 UA，离心率为0.255。